# آب‌چندار (کوشک)
آب‌چندار یک روستا در ایران است که در دهستان کوشک (اندیکا) واقع شده‌است.	